# Bellver de Cinca
Bellver de Cinca (en castellà, Belver de Cinca) és una vila i municipi aragonès castellanoparlant del Baix Cinca. L'any 2009 tenia 1.380 habitants.
La temperatura mitjana anual és de 14,6°C i la precipitació anual, 360 mm.

## Entitats de població
- Calavera.[3]
- El Pas.[4]
- Sant Miquel.[5]
- Vall-llonga.[6]